# Jean Bolcato
Jean Bolcato ist ein französischer Jazz-Bassist (auch Stimme, Perkussion).

## Leben und Wirken
Bolcato traf 1965 den Filmarchivar Henri Langlois kennen, mit dem er in Bourg-en-Bresse eine Zweigstelle der Cinémathèque française aufbaute. 1968 gründete er in Lyon mit Maurice Merle, Pierre Guyon und Jean Méreu die Band Free Jazz Workshop (Album Inter Fréquences, 1973). Im Rahmen der Association à la Recherche d’un Folklore Imaginaire (ARFI), die er mitbegründete, arbeitete er im Workshop de Lyon (mit Maurice Merle, Louis Sclavis und Christian Rollet) und in der Großformation La Marmite Infernale (u. a. mit Alain Gibert, Jean-Paul Autin, Xavier Garcia, Jean-Luc Cappozzo, Christian Ville, Rollet), mit der bis 2005 fünf Alben entstanden, ferner im Duo mit Sclavis und mit Patrick Vollat. Auch gehörte er zum Quartett Module um André Jaume. Seit 1993 spielte er auch mit Rollet und Daunik Lazro im Trio And His Orchestra.  In den 1990er Jahren nahm er auch mit Lazro, Carlos Zíngaro und Sakis Papadimitriou auf (Album Periferia 1995) sowie mit Norbert Stein (News of Roi Ubu), 2000 mit Tchangodei (Conséquence Vitale); 2004 veröffentlichte er mit Quatre à Quatre die CD Eau forte. Im Bereich des Jazz war er zwischen 1973 und 2010 an 43 Aufnahmesessions beteiligt. 2019 nahm er mit  Charles Pennequin, La Marmite Infernale und dem Choeur Spirito Les Plutériens: Opéra-Space auf. Bolcato trat außerdem auf mehreren Festivals als Solist auf, musizierte aber auch mit Joëlle Léandre und mit Michel Edelin.